# Wärmeschutzfilter

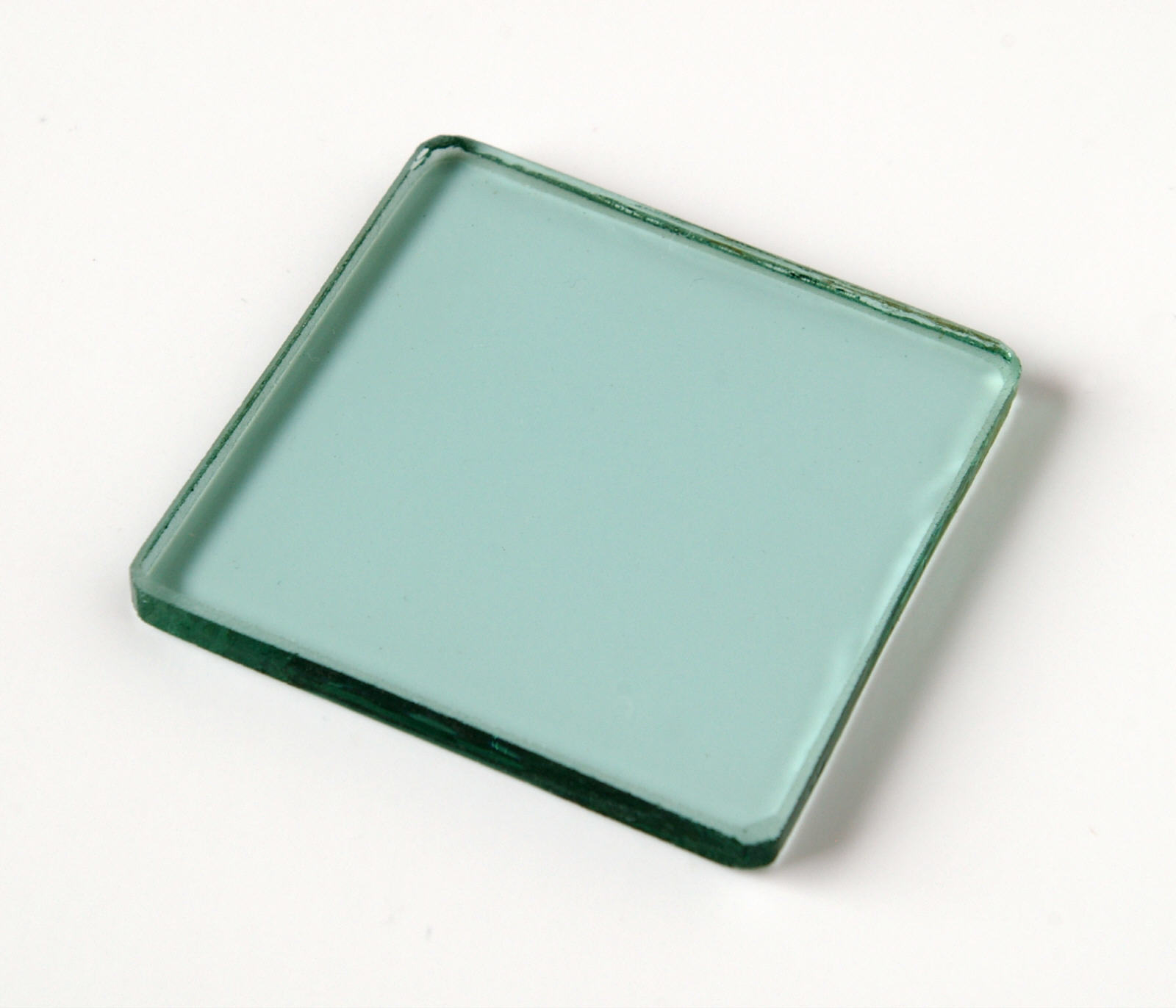
Wärmeschutzfilter aus einem Kleinbild-Diaprojektor

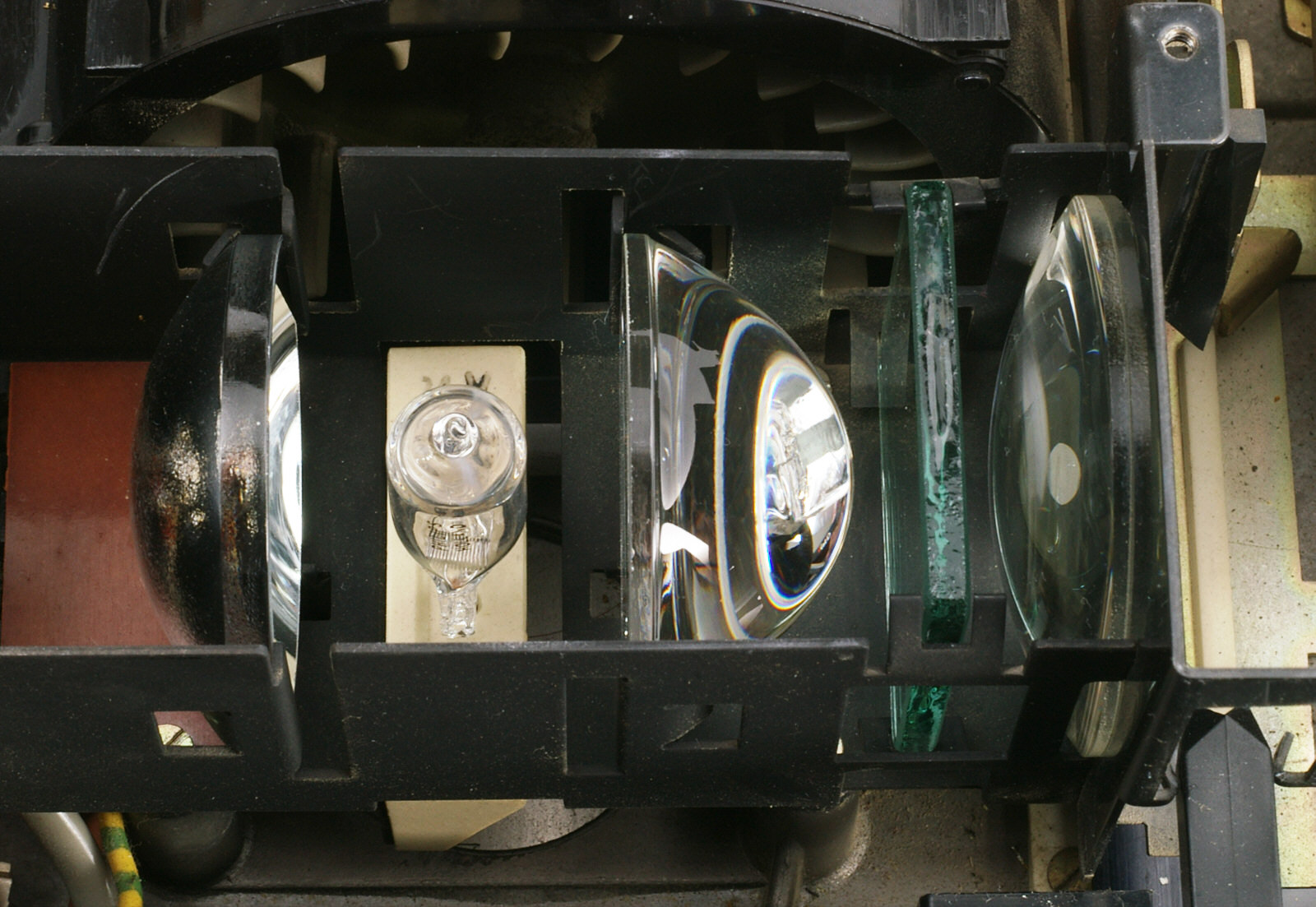
Anordnung des Filters im Strahlengang

Ein Wärmeschutzfilter ist ein Infrarot-Sperrfilter, meist eine Infrarotstrahlung absorbierende Glasscheibe, im Strahlengang von Projektoren (unter anderem Diaprojektoren und Filmprojektoren) zwischen Projektionslampe und Filmebene bzw. Dia.
Projektoren arbeiten oft mit Glühlampen oder Halogenglühlampen. Insbesondere diese, jedoch auch andere Leuchtmittel, haben einen hohen Anteil infraroter Strahlung, der ohne Wärmeschutzfilter zu übermäßiger Erwärmung des Films bzw. Dias führen würde. Sowohl das eigentliche Dia als auch Kunststoffrähmchen sind hitzeempfindlich, die Rahmen können sich verziehen, insbesondere glaslose Dias können sich während der Projektion verformen und ausbleichen.
Der Wärmeschutzfilter hält einen Großteil der vom Leuchtmittel im Nahen Infrarot abgegebenen Wärmestrahlung zurück. Mittleres Infrarot wird bereits durch die Kondensorlinsen absorbiert.
Meist werden als Wärmeschutzfilter durchgefärbte Glasscheiben eingesetzt. Diese haben auch eine gewisse Absorption im roten Spektralbereich und bewirken daher eine willkommene Erhöhung der Farbtemperatur. Bei sehr großen Leistungen kommen auch dichroitische Infrarotsperrfilter zum Einsatz, diese zeigen keine Eigenerwärmung, sondern reflektieren den infraroten Strahlungsanteil zurück ins Lampenhaus. Ältere Dia- und Kinoprojektoren verwendeten teilweise Wasserlinsen oder -küvetten, um die Infrarotstrahlung zu absorbieren.
Hinter dem Leuchtmittel liegt ein Hohlspiegel. Dieser kann zum Wärmeschutz als Kaltlichtspiegel (Dichroitischer Spiegel) ausgeführt sein, wodurch Wärmestrahlung durch diesen hindurchtritt und nicht nach vorn gerichtet wird. Diese Maßnahme wird nicht als Wärmeschutzfilter bezeichnet, kann jedoch allein oder als Ergänzung zu einem Wärmeschutzfilter angewendet sein.